# Paterson Joseph
Paterson Joseph (Londres, 22 de junho de 1964) é um ator britânico. Apareceu em Rei Lear e Love's Labour's Lost da Royal Shakespeare Company em 1990. Na televisão ele é conhecido pelos papéis em Casualty (1997–1998), como Alan Johnson, Peep Show (2003–2015), Green Wing (2004–06),  Survivors (2008–10), Boy Meets Girl (2009), como Detective Inspetor Wesley "Wes" Leyton em Law & Order: UK (2013–14), e como Connor Mason em Timeless (2016-). Seus papéis em filmes incluem A Praia (2000), Æon Flux (2005) e The Other Man (2008).

## Vida pessoal
Joseph nasceu em Londres com os pais da Santa Lúcia e atendeu o Liceu Cardinal Hinsley R.C. a noroeste de Londres. Ele treinou pela primeira vez no Studio '68 of Theatre Arts, Londres (South Kensington Library) de 1983 a 1985 com Robert Henderson, estudaram juntos naquele tempo na London Academy of Music and Dramatic Art (LAMDA).
Joseph vive na França com sua mulher Emanuelle, e o seu filho. Ele era um chef antes de se tornar um ator.

## Filmografia

### Televisão
| Ano          | Título                             | Papel                                 | Notas                                                        |
| ------------ | ---------------------------------- | ------------------------------------- | ------------------------------------------------------------ |
| 1992         | Between the Lines                  | Sergeant Viv Jones                    | Episódios: "Words of Advice"                                 |
| 1994         | Soldier Soldier                    | Fusilier Eddie Nelson                 | Episódio: "Changing the Guard"                               |
| 1994         | Casualty                           | Michael                               | Episódio: "Hidden Agendas"                                   |
| 1996         | Neverwhere                         | Marquis de Carabas                    | 6 episódios                                                  |
| 1997–1998    | Casualty                           | Mark Grace                            | 42 episódios                                                 |
| 2000         | Safe as Houses                     | Gabriel                               |                                                              |
| 2001         | Armadillo                          | Alan                                  |                                                              |
| 2001         | Now You See Her                    | Mark                                  |                                                              |
| 2001         | Cold Feet                          | Suggs                                 | Episódios: 4.5 e 4.6                                         |
| 2002         | Waking the Dead                    | Dermot Sullivan                       | Episódio: "Life Sentence Part 1"                             |
| 2002         | Silent Witness                     | Sergeant Terry Harding                | Episódios: "The Fall Out Part 1" and "The Fall Out Part 2"   |
| 2003         | Loving You                         | Felix Fisher                          |                                                              |
| 2003         | A Touch of Frost                   | Colin Stokes                          | Episódio: "Close Encounters"                                 |
| 2003–05      | William and Mary                   | Reuben                                | 10 episódios                                                 |
| 2003–15      | Peep Show                          | Alan Johnson                          | 16 episódios                                                 |
| 2004         | Murphy's Law                       | Dr. Mark Maddison                     | Episódio: "The Group"                                        |
| 2004         | Sex Traffic                        | Martin                                |                                                              |
| 2004         | My Dad's the Prime Minister        | Detective Gary McRyan                 | 6 episódios                                                  |
| 2004–06      | Green Wing                         | Lyndon Jones                          | 9 episódios                                                  |
| 2005         | Dalziel and Pascoe                 | Alisdair Collinson                    | Episódios: "Heads You Lose Part 1" e "Heads You Lose Part 2" |
| 2005         | Elmina's Kitchen                   | Deli                                  |                                                              |
| 2005         | Doctor Who                         | Rodrick                               | Episódios: "Bad Wolf" e "The Parting of the Ways"            |
| 2005         | Rose and Maloney                   | Harry Callaghan                       | Episódio 2.1                                                 |
| 2005         | Jericho                            | Shorty                                | Episódio: "A Pair of Ragged Claws"                           |
| 2005         | Open Wide                          | Neil                                  |                                                              |
| 2006         | Mayo                               | Dr. Rossi                             | Episódio 1.1                                                 |
| 2006         | That Mitchell and Webb Look        | Vários personagens                    |                                                              |
| 2006–07      | Hyperdrive                         | Space Marshal Clarke                  | 7 episódios                                                  |
| 2007         | Jekyll                             | Benjamin Lennox                       | 4 episódios                                                  |
| 2007         | Chop Socky Chooks                  | KO Joe                                |                                                              |
| 2008–10      | Survivors                          | Greg Preston                          |                                                              |
| 2008         | The Fixer                          | Patrick Finch                         | Episódio 5                                                   |
| 2009         | The No. 1 Ladies' Detective Agency | Cephas Buthelezi                      | Episódios: "Beauty, Integrity" e "A Real Botswana Diamond"   |
| 2009         | Boy Meets Girl                     | Jay Metcalfe                          |                                                              |
| 2010         | Blood and Oil                      | Ed Daly                               | 2 episodes                                                   |
| 2010         | On Christmas Night                 | Presenter                             | Reading from the Gospel of John                              |
| 2011         | Case Histories                     | Patrick Carter                        | 2 episódios                                                  |
| 2011         | Coming Up: Food                    | English man                           | 1 episódio                                                   |
| 2011         | Death in Paradise                  | William                               | 1 episódio                                                   |
| 2012         | The Hollow Crown Henry V           | Duque de Iorque                       | Telefilme                                                    |
| 2012         | Hustle                             | Dexter Gold                           | Episódio 1                                                   |
| 2013–14      | Law & Order: UK                    | DCI Wes Leyton                        | Séries 7–8                                                   |
| 2013         | Wild Burma: Nature's Lost Kingdom  | Narrador                              | 3 episódios                                                  |
| 2014         | Babylon                            | Assistant Commissioner Charles Inglis |                                                              |
| 2014         | The Leftovers                      | "Holy" Wayne Gilchrest                | 1ª temporada 2ª temporada, dois episódios                    |
| 2015         | Thunderbirds Are Go                | Robert Williams (voz)                 | 1 episódio                                                   |
| 2015         | You, Me and the Apocalypse         | General Arnold Gaines                 | Papel principal                                              |
| 2016         | Inside Obama's White House         | Narrador                              | 4 episódios                                                  |
| 2016–present | Timeless                           | Connor Mason                          | 10 episódios                                                 |

### Filmes
| Ano  | Título                 | Papel        |
| ---- | ---------------------- | ------------ |
| 1993 | Em Nome do Pai         | Benbay       |
| 2000 | The Long Run           | Gasa         |
| 2000 | A Praia                | Keaty        |
| 2000 | Greenfingers           | Jimmy        |
| 2004 | The Baby Juice Express | Sean Boetang |
| 2005 | Æon Flux               | Giroux       |
| 2008 | The Other Man          | Ralph        |
| 2023 | Wonka                  |              |